# Nicolaus Lundius (1579–1662)
Nicolaus Lundius, född 30 juli 1579 i Lunda församling, Södermanland, död 7 augusti 1662 i Björsäters församling, Östergötlands län, var en svensk präst.

## Biografi
Nicolaus Lundius föddes 1579 i Lunda församling. Han var son till klockaren Ingemar Nilsson (1552–1626) och Ingrid Haraldsdotter. Lundius blev 1600 student vid Uppsala universitet och prästvigdes 2 februari 1609. Han blev 1613 krigspräst och 1618 kyrkoherde i Björsäters församling. Lundius avled 1662 i Björsäters församling.

### Familj
Lundius gifte sig första gången 1 juni 1613 med Margareta Olofsdotter Bång (1590–1632). Hon var från Västerås. De fick tillsammans barnen Maria Lundius (1614–1623), Lars Lundius (1616–1627), Olof Lundius (1618–1634), Eric Lundius (född 1620), Johan Lundius (född 1622), Zacharias Lundius (1624–1628), Anna Lundius (1626–1628), Catharina Lundius (född 1628), Christiana Lundius (1629–1630) och Margareta Lundius (född 1632).
Lundius gifte sig andra gången 6 juli med Botilda Persdotter (död 1648).
Lundius gifte sig tredje gången 6 januari 1649 med Rachel Månsdotter (1629–1701). Hon var dotter till bonden Måns Bothvidsson och Anna Månsdotter i Skyllinge. De fick tillsammans barnen Rebecca Lundius (född 1649), Isac Lundius (född 1650), Sara Lundius (1652–1730), Abraham Lundius (född 1653), Jacob Israel Lundius (född 1656), Rebecca Lundius (född 1658), Elisabeth Lundius (född 1660) och Maria Lundius (född 1662). Efter Lundius död gifte Rachel Månsdotter om sig med kyrkoherden Petrus Frostenius i Björsäters församling och kyrkoherden Sveno Erici Regnerus i Björsäters församling.